# Кіт Гордон
Кіт Гордон (англ. Keith Gordon; нар. 3 лютого 1961 Нью-Йорк, Нью-Йорк, США) — американський кіноактор, а також кінорежисер, і продюсер

## Біографія
Кіт Гордон народився 3 лютого 1961, року в місті Нью-Йорк, штат Нью-Йорк, США, у сім'ї євреїв атеїстів, Марка, актора, і театрального режисера, і Барбари Гордон.

## Кар'єра в кіно
Кіт Гордон полюбив кіно тоді коли його батько привів на показ фільму «Космічна одісея 2001», режисер якого був Стенлі Кубрік.
Коли у 12 літньому віці Гордон побачив американського актора, Джеймса Ерл Джонсона, у бродвейській постанові «Про мишей і людей», тоді Кіт твердо вирішує що він стане актором. Першим повнометражним фільмом, в якому в вперше знімався Кіт Гордон, як актор був фільм, 1978, року «Щелепи 2», в цьому фільмі він зіграв роль жартівника Дага. В 1979 році, Кіт Гордон з'являється на великому екрані в ролі молодого Джо Гідеона, протагоніста в фільмі «Весь цей джаз». Серед його акторських ролей знамениті, такі ролі як Пітер Міллер у еротичному  трилері 1980 року «Одягнений для вбивства» , а також у фільмі жахів режисер якого Джон Карпентер, «Крістіна» 1983 року, знятого по роману який написав Стівен Кінг, де він зіграв роль Арні Каннінгема, Ллойда Малдура в драмі 1985 року «Легенда про Біллі Джін», Джейсона Меллоні в комедії 1986 року, «Знову до школи». В 1988 році, Кіт Гордон працює як режисер, з фільмом «Шоколадна війна», розповідаючи про студента, який протистоїть жорстокій ієрархії, у своїй, католицькій школі. Також Гордон знімав ще такі фільми, як анти воєнні фільми, 1992 року, «Північний відбій», про групу американських солдат приймаючи дії в Арденській операції, і також, фільми «Мати темряви» 2003 року, «Співаючий детектив», з актором Робертом Дауні — мл, в головній ролі. Роботи на телебаченні Кіта Гордона включають такі епізоди серіалів «Убивчий відділ», «Схрещення Гідеона», «Міст», «Доктор Хаус».

## Фільмографія
| Рік  | Назва фільму           | Роль, і також робота режисера |
| ---- | ---------------------- | ----------------------------- |
| 1978 | Щелепи 2               | Даг Феттерман                 |
| 1979 | Весь цей джаз          | молодий Джо                   |
| 1980 | Одягнений для вбивства | Пітер Міллер                  |
| 1983 | Крістіна               | Арнольд Каннінгем             |
| 1986 | Знову до школи         | Джейсон Мелон                 |
| 1988 | Шоколодна війна        | режисер, сценарист            |
| 1989 | Поліція Маямі          | Торренс Бейнс                 |
| 1992 | Північний відбій       | режисер, сценарист            |
| 1993 | Дикі пальми            | режисер                       |
| 1994 | Убивчий відділ         | режисер                       |
| 1994 | Я люблю неприємності   | Енді                          |
| 1995 | Занепалі ангели        | режисер                       |
| 1996 | Мати темряви           | режисер, сценарист            |
| 2000 | Пробудження мерців     | режисер, продюсер             |
| 2003 | Співаючий детектив     | режисер                       |
| 2005 | Доктор Хаус            | режисер                       |
| 2006 | Декстер                | режисер                       |
| 2012 | Вбивство               | режисер                       |
| 2014 | Залишені               | режисер                       |
| 2014 | Штам                   | режисер                       |